# Шпигун, або Повість про нейтральну територію
«Шпигун, або Повість про нейтральну територію» (англ. The Spy: a Tale of the Neutral Ground) — роман Джеймса Фенімора Купера, який вийшов у 1821 році; другий у його творчій біографії і перший з романів, заснованих на американському матеріалі.

## Історія створення
Купер почав працювати над новим романом ще до того, як була закінчена «Обережність». За порадою дружини він вирішив написати книгу, дія якої відбувалася б в Америці. Він писав видавцеві: "Завдання зобразити американські звичаї й американську дійсність так, щоб це зображення зацікавило самих американців, — дуже складне, і я не впевнений, чи вдасться мені це. Але зізнаюся, що мій новий задум більше цікавить мене, ніж «Обережність».
Роман був закінчений протягом літа й осені 1821 року. Деякий час Купер вагався перед тим, як віддати текст видавцеві: він не був упевнений в тому, що публіка, вихована на англійській літературі, зацікавиться книгою, що описує американські реалії. У грудні книга все ж таки побачила світ.

## Сюжет
Дія «Шпигуна» відбувається під час Війни за незалежність. Головний герой — Гарві Берч, скромний американець, який видає себе за звичайного торговця, а в дійсності збирає для Континентальної армії військову інформацію на територіях, контрольованих англійськими військами. Крім того, в романі зображена родина багатих землевласників Вортонів, які симпатизують англійцям, але їх молодша дочка Френсіс закохана в майора Континентальної армії Данвуді. В кінці книги Данвуді одружується на Френсіс, а Берч зустрічається з Вашингтоном і відкидає запропоновану йому нагороду. Він гине через тридцять років на наступній війні з англійцями, і капітан Данвуді (син майора і Френсіс) дізнається правду зі знайденої при ньому записки про діяльність Берча.

## Реакція і значення
«Шпигун» мав великий успіх: за перші півроку в Америці вийшли три видання. Вже через два місяці книга побачила світ в Англії, а потім стали з'являтися переклади на французьку, німецьку, іспанську, російську та інші мови. Вперше твір американської літератури здобув такий успіх.
Рецензенти відгукувалися про книжку дуже схвально, заявляючи, що її публікація дала позитивну відповідь на питання — чи достатньо багаті американська історія й американська культура для того, щоб на їх основі можна було розвивати жанр історичного роману.
Фенімор Купер завдяки своїй другій книзі став загальновизнаним лідером оригінальної американської літератури. Він переїхав у Нью-Йорк, щоб бути у центрі культурного життя, і остаточно пов'язав своє життя з письменством.

## Екранізація
У 1914 році за романом режисером Отісом Тернером було знято німий чорно-білий фільм «Шпигун» з Гербертом Роулінсоном в ролі Гарві Берча.